# Liste der Brücken über den Amudarja, den Pandsch, den Pamir und den Wachan

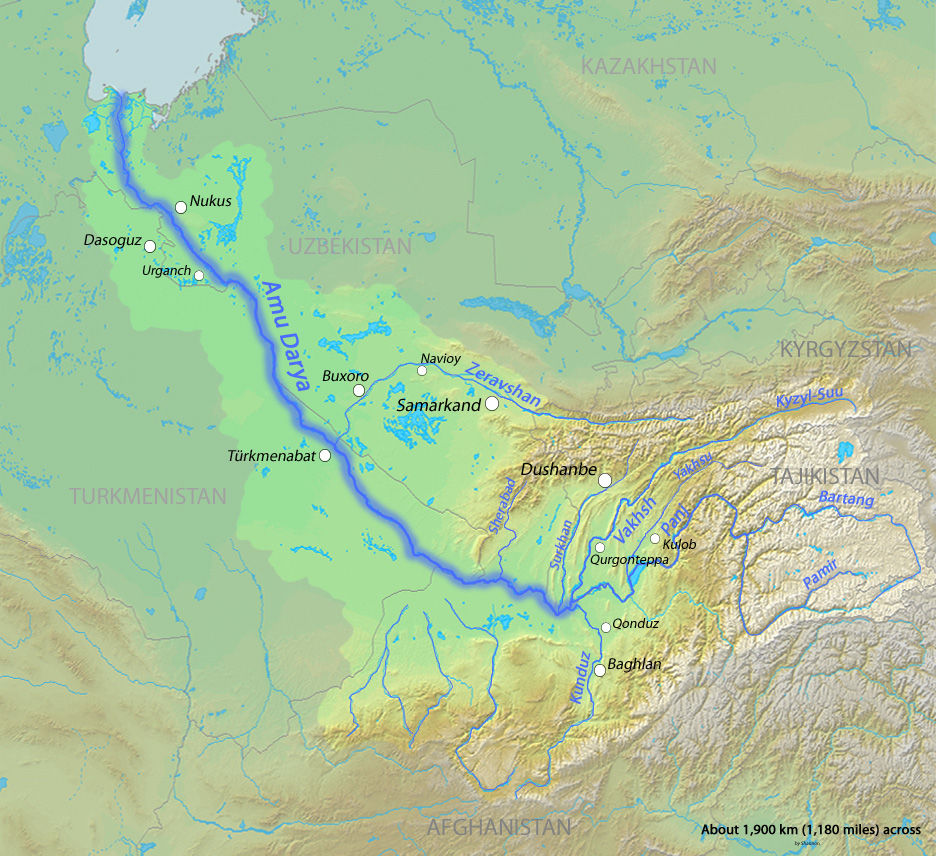
Amudarja und seine Quellflüsse

Die Liste der Brücken über den Amudarja, den Pandsch, den Pamir und den Wachan enthält Brücken über den Amudarja, seinen wichtigsten Quellfluss Pandsch und dessen Quellflüsse Pamir und Wachan.
Sie beginnt mit dem Pamir und dem Wachan bis zu deren Zusammenfluss zum Pandsch, fährt flussabwärts fort zum Zusammenfluss von Pandsch und Wachsch (⊙) zum Amudarja und auf diesem bis zu seiner letzten Brücke vor der früheren Mündung in den Aralsee.
Die Liste ist nicht notwendigerweise vollständig und bietet keine Gewähr dafür, dass es die Brücken noch gibt oder dass sie benutzbar sind. Die Brücken sind nach ihrem Wikipedia-Artikel oder nach dem nächstgelegenen Ort benannt. Aufgeführt sind unter anderem auch jeweils die Geo-Koordinaten (⊙) der einzelnen Brücken.

## Pamir
Es gibt keine Brücke über den die tadschikisch-afghanische Grenze bildenden Pamir
- Das Langar-Kraftwerk (⊙) enthält eine Querung, die aber anscheinend nicht öffentlich zugänglich ist.

## Wachandarja
Auf der Schotterpiste von Sarhad-e Broghil flussabwärts stehen vier gleiche stählerne Fachwerkbrücken über den Wachandarja:
- Brücke bei Nirs, ca. 16 km Luftlinie unterhalb Sarhad-e Broghil (⊙)
- Brücke, weitere ca. 25 km Luftlinie flussabwärts (⊙)
- Brücke bei Sargez, weitere 7 km Luftlinie flussabwärts (⊙)
- Brücke bei Sast, weitere 13 km Luftlinie flussabwärts und ca. 47 km oberhalb von Qala Panja (⊙)

## Pandsch
- Brücke bei Ischkaschim drei 2006 eröffnete, zwischen 37 m und 25 m lange Fachwerkträgerbrücken über den sich in verschiedene Arme verzweigenden Pandsch (⊙)
- Tem–Demogan-Brücke, eine 2002 eröffnete Hängebrücke bei Chorugh (⊙)
- Chumrogi-Brücke (bei Jamarj-e Bala), eine 2011 eröffnete Hängebrücke (⊙)
- Ruzvat-Brücke in der Nähe der Stadt Kalaikhum, eine 2004 eröffnete Hängebrücke (⊙)
- Shuroobod-Brücke, eine Hängebrücke etwa 3 km oberhalb der Einmündung des Obinisu (⊙)
- Tadschikistan–Afghanistan-Brücke, eine zweispurige Straßenbrücke zwischen Pandschi Pojon und Shir khan Bandar (⊙)

## Amudarja
- Brücke der Freundschaft Afghanistan-Usbekistan bei Termiz, Hairatan (⊙)
- Rohrbrücke-Hängebrücke bei Kelif (⊙)
- Atamyrat-Kerkichi Brücke (parallele Straßen- und Eisenbahnbrücke) (⊙)
- Rohrbrücke-Hängebrücke bei Imeni Karla Marksa (⊙)

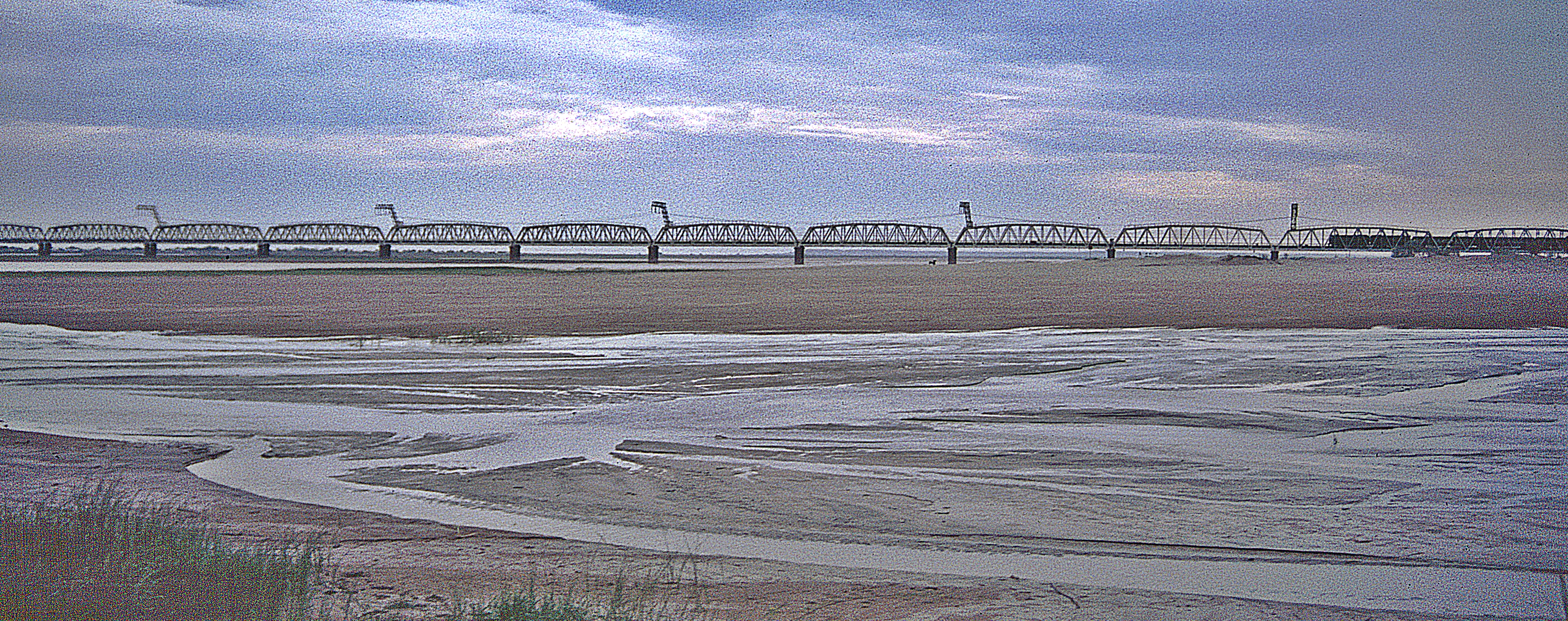
Türkmenabat-Eisenbahnbrücke

- Türkmenabat-Eisenbahnbrücke (⊙)
- Türkmenabat-Straßenbrücke (Neubau 70 m flussabwärts der Eisenbahnbrücke, alte Pontonbrücke weitere 430 m flussabwärts)
- Seýdi-Straßenbrücke (⊙)
- Rohrleitungsbrücke parallel zur Seydi-Straßenbrücke
- Hängebrücke zwischen Danisher (Turkmenistan) und Lebap (Usbekistan) für Fußgänger und leichte Fahrzeuge (⊙)
- Gazojak (Gazadzhak), Stauwehr, Straßenbrücke, ehemalige Eisenbahnbrücke grenzüberschreitend nach Usbekistan (⊙)
- Bei Urganch / Beruniy (Usbekistan), bis vor kurzem Pontonbrücke, jetzt Straßenbrücke, daneben Baustelle für Eisenbahnbrücke (⊙)
- Karatau-Pontonbrücke aus fünf längs hintereinander liegenden Leichtern (nur örtlicher Verkehr) (⊙)
- Amu-Darja-Brücke bei Kipchak (Straßen- und Eisenbahnbrücke) (⊙)
- Nukus–Taxiatosh, Stauwehr, Straßen- u. Eisenbahnbrücke (⊙)
- Nukus, vierspurige Straßenbrücke (⊙)

- Karte mit allen Koordinaten:
- OSM |
- WikiMap